# Svixtov
Svixtov (en búlgar Свищов, transliteració internacional Svištov, a al-Idrisi s'esmenta com Subest-Castru) és una ciutat de Bulgària, a la riba dreta del Danubi. Durant l'ocupació otomana es va dir Sistova o Zishtowa i anteriorment Zigiteva, Zigit, Zistovi i Zistova. Al cens de 2009 tenia 35.923 habitants.

## Geografia
La vila de Svixtov està a la part central del nord de Bulgària, a la plana del Danubi, a la riba sud d'aquest riu. En aquest lloc es troba el punt més meridional del Danubi.

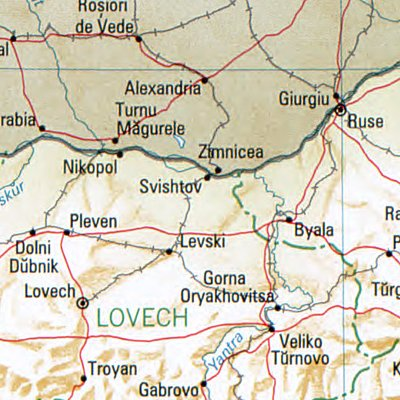
Localització de Svixtov, 1994)

## Història
Per la seva posició estratègica els romans haurien construït al lloc un establiment que va esdevenir la vila de Nove situada no gaire lluny de la moderna Svixtov. Al segle xii o XIII es va edificar al lloc mateix de la ciutat una fortalesa que fou conquerida pels otomans el 1388. El 1598 els valacs la van destruir. Aleshores era cap d'una nahiye. El 1651-1652 la va visitar Evliya Çelebi que fiu que tenia una guarnició de 8 soldats i un oficial a la fortalesa. A partir del segle xviii es va recuperar i es va desenvolupar com una ciutat comercial degut a la seva posició prop del riu i fou capçalera d'un kada del sandjak de Nikopolis; s'hi van establir grecs junt a la població local búlgara i turca. El 1791 es va signar a la ciutat el tractat de pau separat entre Àustria i l'Imperi Otomà. El 1810 fou destruïda per un destacament rus però reconstruïda. El 1840 era la principal estació de navegació més important del curs inferior del Danubi. El 1865 el cens va donar una població de 4.554 turcs, 674 búlgars i 6.116 gitanos (total 1.915) i el 1874 eren 8.088 musulmans i 14.856 no musulmans. Durant la guerra Russo-turca de 1877-1878, l'exèrcit rus va travessar el Danubi a Svichtov (van desembarcar a l'actual parc de Pametnitsité), el 1877, i al final de la guerra va passar al principat de Bulgària. Amb la independència es van construir vies fèrries (Sofia- Varna-Ruse-Gorna Oriahovitsa) que van fer desaparèixer la seva importància estratègica però va recuperar el seu impuls quan es va unir a la xarxa ferroviària (1909).
A finals del segle XX tenia 30.400 habitants dels quals 3.000 eren turcs. Després de 1990 el port s'ha engrandit.

## Administració
La municipalitat de Svixtov està formada per la ciutat d'aquest nom i les viles d'Alekovo, Aleksandrovo, Balgarsko Slivovo, Txervena, Delianovtsi, Dragomirovo, Gorna Stoudena, Hadjidimitrovo, Kozlovets, Morava, Oreix, Ovtxa Mogila, Sovata, Tsarevets i Vardim.

## Agermanaments
- Veles (Macedònia del Nord) ;
- Bijelo Polje (Montenegro) ;
- Prijepolje (Sèrbia).

## Acords de cooperació
- Barcelos (Portugal) ;
- Ismaïlia (Egipte).